# Galerie l'Usine
L’Usine est une association à but non lucratif créée en 1979 à Paris, qui a pour objectif de faire découvrir des artistes contemporains, peintres, dessinateurs, sculpteurs, graveurs, photographes en organisant des expositions de leurs œuvres et en publiant quelques livres d’artiste et la revue trimestrielle Empreintes.
La Galerie l’Usine est située 102 boulevard de la Villette, à Paris XIXe.

## Quelques artistes exposés
- Guénolé Azerthiope (né en 1944)
- Tristan Bastit (1941-2017)
- Jean-Christophe Belotti
- Bernard Briantais
- Jean Demélier (né en 1940)
- Marie Noël Doby
- Gilles Ehrmann (1928-2005)
- Josette Exandier
- Michel Herz
- Jean Hurpy
- Lauranne
- François Lauvin
- Johnny Lebigot
- Philippe Lemaire
- Ghérasim Luca (1913-1994)
- Jean-Paul Mesters
- Bruno Montpied (né en 1954)
- Le peintre Nato (dessins, peintures et happenings)
- Jean-Pierre Paraggio
- Paul Păun (1915-1994)
- Pierre Rojanski
- Raul Schneider
- Werner Stemans
- Ruytchi Suzuki, dit Souzouki (1904-1980)
- Anne Van der Linden (née en 1959)
- Daniel René Villermet
- Bo Weisland
- Peter Wood (1951-1999)
- Michel Zimbacca (né en 1924)